# The B-52’s (musikalbum)
The B-52's är The B-52's självbetitlade debutalbum. Det lanserades 1979 och gavs ut på Warner Bros. Records i USA och Island Records i Europa. Skivans texter och musik är i flera fall medvetet kitschiga och ett typiskt exempel på new wave-musik. Skivan fick ett gott mottagande av dåtidens musikkritiker och sålde hyfsat bra. Robert Christgau gav skivan A i betyg. "Rock Lobster" släpptes som singel från skivan och tillhör gruppens mer kända låtar. Singeln nådde #56 på Billboard Hot 100 och #37 på UK Singles Chart.
Magasinet Rolling Stone listade skivan som  #152 på deras lista The 500 Greatest Albums of All Time.

## Låtlista
Sida 1
1. "Planet Claire" (Henry Mancini/Fred Schneider/Keith Strickland) – 4:35
2. "52 Girls" (Jeremy Ayers/Ricky Wilson) – 3:34
3. "Dance This Mess Around" (The B-52’s) – 4:36
4. "Rock Lobster" (Schneider/R. Wilson) – 6:49

Sida 2
1. "Lava" (The B-52’s) – 4:54
2. "There's a Moon in the Sky" (The B-52’s) – 4:54
3. "Hero Worship" (Robert Waldrop/R. Wilson) – 4:07
4. "6060-842" (Pierson/Schneider/Strickland:R. Wilson) – 2:48
5. "Downtown" (Tony Hatch, arr.: C. Wilson/Pierson) – 2:57

## Medverkande
The B-52's
- Kate Pierson – sång, orgel, keyboard, gitarr
- Fred Schneider – sång, percussion, ljudeffekter, keyboard
- Keith Strickland – trummor, percussion, ljudeffekter
- Cindy Wilson – sång, percussion, gitarr
- Ricky Wilson – gitarr, ljudeffekter

Produktion
- Robert Ash – musikproducent, ljudtekniker
- George DuBose – foto
- Ted Jensen – mastering
- Cass Rigby – assisterande ljudtekniker
- Tony Wright (som "Sue Ab Surd") – omslagsdesign

## Listplaceringar
- Billboard 200, USA: #59[2]
- UK Albums Chart, Storbritannien: #22[3]